# Matt Drummond
Matthew Simon Drummond (Sydney, 24 giugno 1973) è un regista, sceneggiatore e supervisore agli effetti visivi australiano.

## Biografia

### Primi anni
Matthew Drummond è il figlio maggiore del musicista Pat Drummond ed il fratello di Pete Drummond della band australiana Dragon.

### La Hive Studios International
Nel 1998 Drummond ha aperto un'agenzia di effetti visivi, la Hive Studios International. Durante questo periodo iniziò a lavorare con Catalyst, sotto lo scienziato e regista Richard Smith. Smith e Drummond hanno collaborato a numerosi documentari. Nel 1993 Drummond ha aperto la sua prima compagnia grafica chiamata Extra Digital.
Nel 2008 la camera d'affari regionale di Blue Mountains, denominata Hive Studios International Business of the Year and Arts and Culture Business of the Year, e la società ha successivamente lavorato con Discovery Channel USA, National Geographic USA e History Channel USA Questo lavoro ha portato alla vittoria nel 2014 di un News & Documentary Emmy Award per la progettazione grafica e la direzione artistica.
Il lavoro di Drummond si è esteso alla fornitura di installazioni 3D VFX per l'Australian Museum.
Drummond ha iniziato a sviluppare produzioni domestiche durante il suo periodo a Vanuatu nel 2009-2013. Mentre viveva a Vanuatu, Drummond ha frequentato per molto tempo il produttore di Hollywood Paul Mason, il quale ha suggerito a Drummond di produrre un film, piuttosto che la serie televisiva che egli aveva in mente. Nel 2011, Drummond ha iniziato a scrivere la sceneggiatura di Dinosaur Island - Viaggio nell'isola dei dinosauri, le cui riprese principali sono iniziate nell'ottobre 2011 sull'isola di Efate. I diritti internazionali del film sono stati acquisiti al Festival di Cannes 2014 dalla Arclight Films e successivamente venduti in oltre 50 paesi. Il film è stato presentato in anteprima il 14 febbraio 2015 ed è stato rilasciato in Australia il 28 febbraio 2015.
Nel 2017 Drummond ha diretto il suo secondo film, Il mio piccolo dinosauro, distribuito nei cinema il 22 aprile 2017.

## Filmografia

### Regista, sceneggiatore, effetti visivi e produttore

#### Cinema
- Dinosaur Island - Viaggio nell'isola dei dinosauri (Dinosaur Island) (2014)
- Il mio piccolo dinosauro (My Pet Dinosaur) (2017)

### Effetti visivi

#### Televisione
- Primal Park - Lo zoo del terrore (Attack of the Sabretooth), regia di George Miller - film TV (2005)
- Supernova - serie TV (2005)
- Prehistoric Predators - serie TV, episodi 1x3-1x6 (2007)
- Il mondo senza di noi (Life After People), regia di David de Vries - documentario TV (2008)
- Death of the Megabeasts, regia di Franco di Chiera - documentario TV (2009)
- Prehistoric New York, regia di Douglas Cohen - film TV (2009)
- Grimm - serie TV, episodi 1x1 (2011)
- Australia: The Time Traveller's Guide - documentario TV, episodi 1x1 (2012)